# Patrick Buchan-Hepburn
Patrick Buchan-Hepburn (ur. 2 kwietnia 1901, zm. 5 listopada 1974) – brytyjski polityk, działacz Partii Konserwatywnej, pierwszy i jedyny gubernator generalny Federacji Indii Zachodnich.

## Życiorys
Ukończył Harrow School i Trinity College na Uniwersytecie Cambridge. W młodości był osobistym sekretarzem Winstona Churchilla, a także członkiem rady miejskiej Londynu. W 1931 r. został wybrany do Izby Gmin jako reprezentant okręgu Liverpool East Toxteth. Od 1950 r. reprezentował okręg wyborczy Beckenham.
Osiem lat po uzyskaniu mandatu parlamentarnego Buchan-Hepburn został jednym z whipów swojej partii i jednocześnie Lordem Komisarzem Skarbu. W czasie II wojny światowej służył w armii, po czym wrócił do polityki. W latach 1945–1948 był zastępcą głównego whipa, a następnie głównym whipem. W 1951 r. został parlamentarnym sekretarzem skarbu (odpowiednikiem jednego z polskich wiceministrów finansów). W latach 1955–1957 był ministrem robót.
W 1957 r. został podniesiony do rangi para jako baron Hailes of Prestonkirk w hrabstwie East Lothian w Szkocji. Niespełna rok później został pierwszym gubernatorem generalnym nowo powstałej Federacji. Ze względu na trwającą budowę konstytucyjnej stolicy, Chaguaramas, rezydował w Port-of-Spain. Pełnił swój urząd aż do rozpadu Federacji w 1962 r. Po powrocie do kraju zasiadał w Izbie Lordów, przewodniczył też Radzie ds. Budynków Historycznych.
Był żonaty z Dianą Mary Lambton, ale zmarł bezpotomnie w wieku 73 lat. Tym samym godność baronów Hailes, choć formalnie dziedziczna, wygasła zaledwie po jednym jej posiadaczu.